# Victory Road to the King of Neo Visual Rock
Victory Road to the King of Neo Visual Rock —en español: Camino a la victoria del rey del neo visual rock— es un álbum recopilatorio del cantante japonés Miyavi publicado el 8 de mayo de 2009. Contiene todos los sencillos de Miyavi desde finales de 2004 hasta la fecha del lanzamiento del álbum.

## Lista de canciones
| Victory Road to the King of Neo Visual Rock | |          |  |
| N.º                                         | Título | Duración |  |
| 1.                                          | «Rock no Gyakushuu -Super Star no Jouken- (ロックの逆襲-スーパースターの条件-?)»                                                                                            |          |  |
| 2.                                          | «21 Sekikei Koushinkyoku (21世紀型行進曲?)» |          |  |
| 3.                                          | «Freedom Fighters -Icecream wo Motta Hadashi no Megami to, Kikanjuu wo Motta Hadaka no Ousama- (Freedom Fighters-アイスクリーム持った裸足の女神と、機関銃持った裸の王様-?)» |          |  |
| 4.                                          | «Kekkonshiki no Uta ~Kisetsu Hazure no Wedding March~ -with Band Ver.- (結婚式の唄～季節はずれのウェディングマーチ～ -with BAND ver.-?)»                                    |          |  |
| 5.                                          | «Are You Ready to Rock? ~Dokusou~ (Are you ready to ROCK? ～独奏～?)» |          |  |
| 6.                                          | «Señor Señora Señorita (セニョール セニョーラ セニョリータ?)» |          |  |
| 7.                                          | «Gigpig Boogie (Gigpigブギ?)» |          |  |
| 8.                                          | «Dear My Friend -Tegami wo Kaku Yo- (Dear my friend -手紙を書くよ-?)» |          |  |
| 9.                                          | «Itoshii Hito (Beta de Suman) -2006 Ver.- (愛しい人(ベタですまん。) -2006 ver.-?)»                                                                                          |          |  |
| 10.                                         | «Kimi ni Negai Wo ((君に願いを)?)» |          |  |
| 11.                                         | «Sakihokoru Hana no You Ni (咲き誇る華の様に?)» |          |  |
| 12.                                         | «Kabuki Danshii (歌舞伎男子?)» |          |  |
| 13.                                         | «Subarashikikana, Kono Sekai -What A Wonderful World- (素晴らしきかな、この世界?)»                                                                                          |          |  |
| 14.                                         | «2 Be Wiz U» |          |  |
| 15.                                         | «Hi no Hikari Sae Todokanai Kono Basho De (陽の光さえ届かないこの場所で?)»                                                                                                  |          |  |